# Will Still
William „Will“ Still (* 14. Oktober 1992 in Braine-l’Alleud) ist ein belgisch-englischer Fußballtrainer und ehemaliger -spieler. Er stand zuletzt beim französischen Erstligisten Stade Reims unter Vertrag.

## Karriere

### Jugend
Als Sohn englischer Eltern wurde er 1992 in Belgien geboren. Um seine Sprachkenntnisse zu verbessern, besuchte er eine französische Sprachschule und spielte zudem bei mehreren flämischen Klubs, wodurch er die niederländische Sprache lernte. In der Jugend war er Teil der Jugendmannschaften von Sint-Truiden und später auch Mons.

### Spieler
Seine Karriere als Spieler führte ihn zu mehreren unterklassigen belgischen Klubs, sowie auch die Reserve-Mannschaft von Mons mit dem Namen Tempo Overijse, welche zu diesem Zeitpunkt in der vierten nationalen Liga spielten. Nach ein paar weiteren Stationen in dieser Ligaregion entschied er für sich aber bereits im Alter von 17 Jahren sich einen anderen Fokus zu suchen.

### Ursprünge
Er selbst gibt an, dass er durch das Spielen von Ablegern der Videospielreihen Football Manager und Championship Manager einen Grund gefunden hat, seinen Fokus hin zur Tätigkeit eines Trainers zu ändern. So zog er dann im Alter von 17 Jahren nach England, um am Myerscough College in Preston in der Grafschaft Lancashire das Handwerk des Trainers zu lernen.
Seine erste Station im Trainerbereich war für ihn dann schließlich ein Job als Assistenztrainer bei der U14 von Preston North End. Im Jahr 2014 kehrte er dann zu seinem ehemaligen Jugendklub Sint-Truiden zurück, um dort als Videoanalyst zu arbeiten. Mit seinen Analysen im Team von Cheftrainer Yannick Ferrera, half er mit dabei, dass der Klub im Jahr 2015 in die erste Liga aufstieg. Nachdem Ferrera dann zu Standard Lüttich wechselte, folgte Still ihm und gemeinsam schaffte man es in der Saison 2015/16 den belgischen Pokal zu gewinnen. Trotz dessen wurde Ferrara und sein Team, was somit auch Still enthielt, im September 2016 entlassen.

### Lierse
Im April 2017 kam es dann zu seiner nächsten Karriereposition, wo er wieder als Videoanalyst als auch unterstützend als Co-Trainer beim Zweitligisten Lierse SK im Team von Frederik Vanderbiest arbeitete. Bereits Ende Juni 2017 verließ er Lierse aber wieder, weil ihn ein besseres Angebot von seinem Ex-Klub Lüttich ereilt hatte. Weil diese aber in den Gesprächen dann nicht mehr das gebotene Angebot erfüllen wollten, brach Still diese Verhandlungen ab und kehrte nach nur gut zwei Tagen schon wieder zu Lierse zurück. So kehrte er ins Team von Vanderbiest zurück, bis dieser im Oktober des Jahres dann auch entlassen wurde. Diesmal verblieb er aber beim Klub und führte hier dann sogar eine kurze Rolle als Interimstrainer aus. Denn kurze Zeit später wurde er sogar zum Cheftrainer befördert. In dieser Zeit schaffte er mit seinem Team unter anderem eine Serie von sieben Siegen und holte fast alle möglichen Punkte. Am Ende durfte er aber nicht weiter Cheftrainer bleiben, weil er keine UEFA A-Lizenz hatte. Er verblieb aber bei Lierse und wurde so in seiner ehemaligen Rolle nun Teil des Teams um den neuen Cheftrainer David Colpaert. Am Ende der Saison 2017/18 musste Lierse aufgrund von Zahlungsunfähigkeit schließlich aufgelöst werden und so trennten sich auch für Still die Wege.

### Beerschot
Seine nächste Station war dann Beerschot, wo er Assistent von Stijn Vreven wurde. Mit dessen Nachfolger Hernán Losada wiederum, stieg er gemeinsam in die erste Liga auf. Nach einiger Zeit zusammen verließ Losada den Klub in Richtung D. C. United in die USA und wieder einmal wurde Still bis zum Ende der Saison als Cheftrainer eingestellt. Nach dieser Saison wurde er aber gegen Peter Maes ausgetauscht, der zur Folgesaison übernahm.

### Reims
Nach seinem Austausch bei Beerschot, zog es ihn nach Frankreich, wo er nun ins Trainerteam von Stade Reims stieß und hier Assistent von Óscar García wurde. Nachdem er mehrere Jobs in Belgien angeboten bekommen hatte, kehrte er noch einmal nach Lüttich zurück. Sein Grund dafür war, dass seine UEFA-Pro-Lizenz für Belgien registriert war und er nur dort Kurse nehmen konnte, was für ihn einiges an Fahrtzeit verursachte.
Nachdem Abschluss der Spielzeit 2021/22 kehrte er schließlich nach Reims zurück, um dort wieder als Assistent zu arbeiten. Wie auch schon bei seinem Job in Beerschot, wurde kurz danach, in diesem Fall im Oktober, sein Cheftrainer entlassen und er zum Interimstrainer gemacht. Nachdem ihn in dieser Position eine Serie von fünf Partien ohne Niederlage gelungen war, wurde er bis zum Ende der Saison 2022/23 als Cheftrainer angestellt. Im Alter von nur 30 Jahren wurde er somit zum jüngsten Trainer der europäischen Top-5-Ligen.
Da er immer noch keine UEFA-Pro-Lizenz besitzt, musste Reims bei jedem Spiel, bei dem er an der Seitenlinie steht, eine Strafe von 25.000 € zahlen. Dies hörte dann erst auf, als er einen monatlichen Kurs beim National Football Centre im Raum Brüssel besuchte.
Seine Zeit als Cheftrainer begann für ihn mit einer Serie von 14 Spielen ohne Niederlage, bis er im Coupe de France gegen den späteren Sieger Toulouse unterlag. In der Liga endete seine Serie mit 18 Spielen ohne Niederlage durch eine 1:2-Heimniederlage am 19. März gegen Marseille.
Im Mai 2024 wurde er entlassen.

### Lens
Zur Saison 2024/25 wurde Still Cheftrainer beim RC Lens und unterschrieb dort einen Vertrag bis 2027.

### Southampton
Zur Saison 2025/26 übernimmt er den Premier-League-Absteiger FC Southampton.